# Заменгоф, Людвик Лазарь

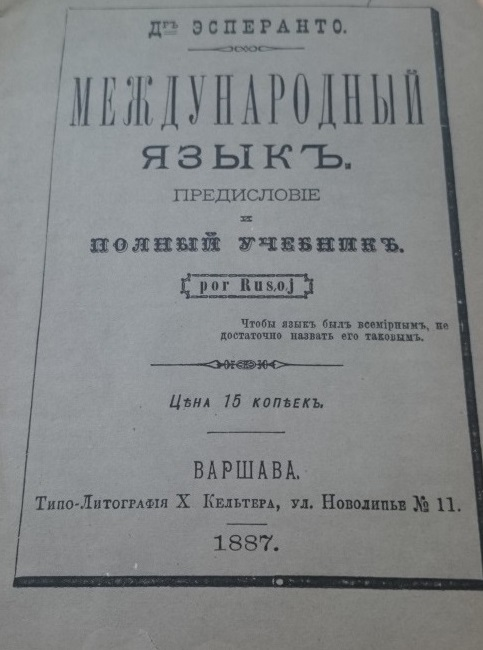
Unua libro (Первая книга) — 1887

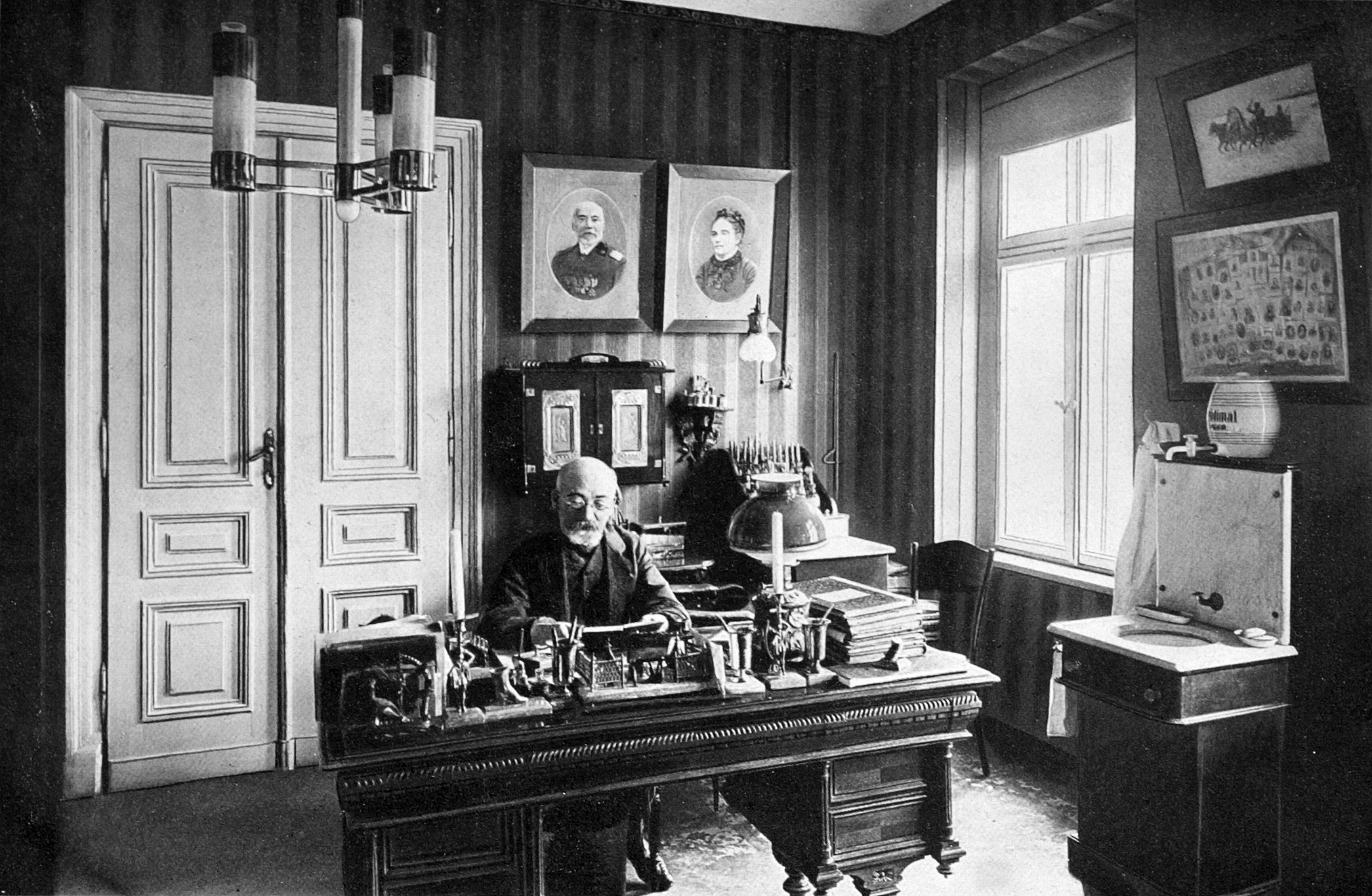
Заменгоф в своём кабинете в Варшаве

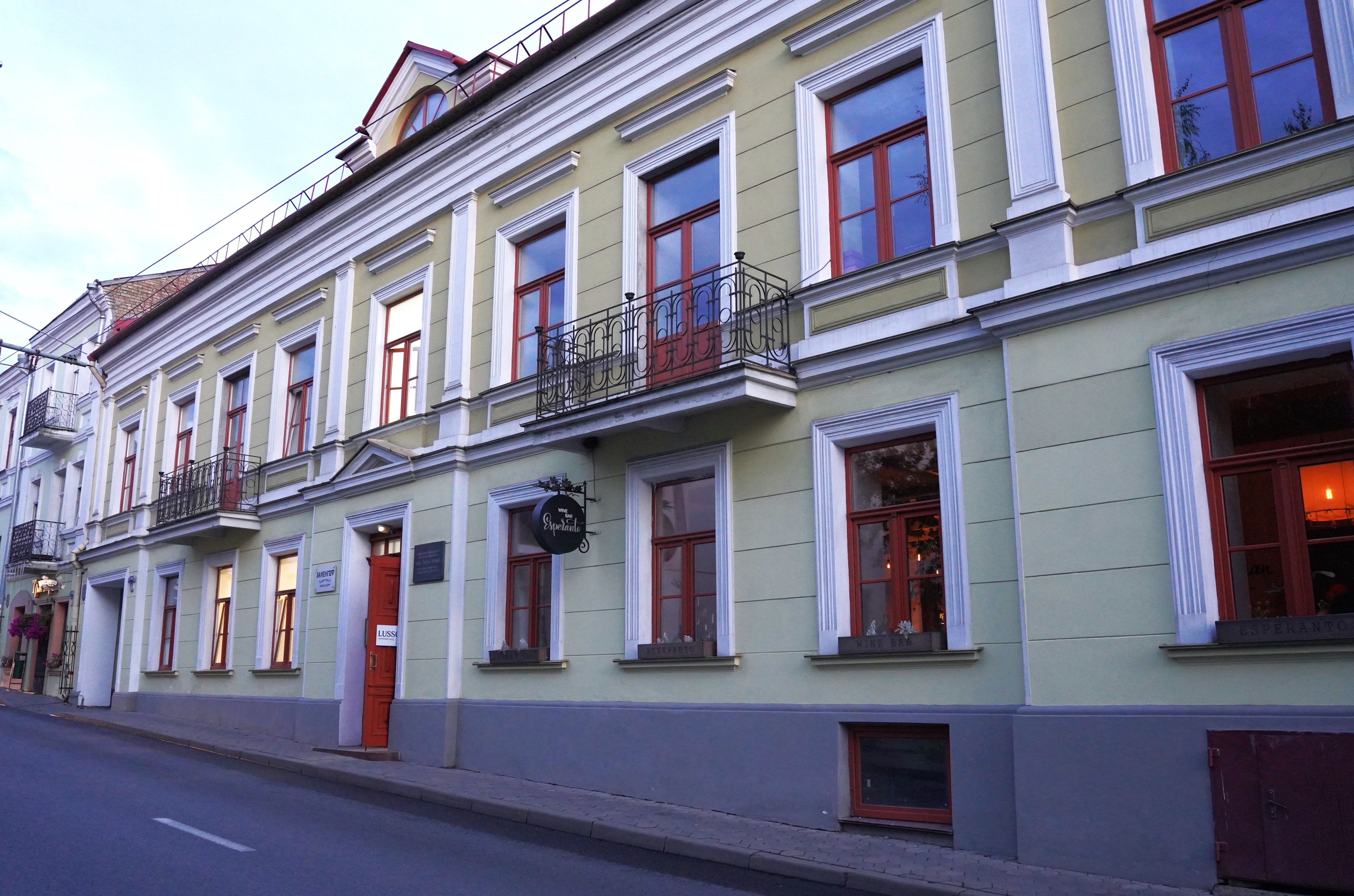
Дом в Гродно, где в 1893—1897 годах жил Заменгоф (ул. Кирова, 7)

Ла́зарь Ма́ркович За́менгоф или Лю́двик Ла́зарь За́менгоф (идиш לײזער לוי זאַמענהאָף‎ — Лейзер Лейви Заменгоф; пол. Ludwik Lejzer Zamenhof; эсп. Ludoviko Lazaro Zamenhof; 3 [15] декабря 1859, Белосток, Российская империя — 1 [14] апреля 1917, Варшава, Королевство Польское) — русский и польский врач-окулист и лингвист еврейского происхождения, известен как создатель эсперанто — наиболее успешного из сконструированных международных языков. Также известен по псевдониму До́ктор Эспера́нто (то есть «Надеющийся»), под которым он опубликовал в 1887 году свою работу «Международный язык», включающую описание языка и учебник.

## Биография
Лазарь Маркович Заменгоф (при рождении Лейзер Мордхович Заменгов) родился в городе Белостоке, Гродненской губернии Российской империи, был первым ребёнком в семье преподавателя реального училища Мордхи Файвеловича (Марка Фабиановича) Заменгофа (1837—1907) и Розалии Шолемовны Заменгоф (1839—1892). Мордха Файвелович Заменгоф публиковал в газете «Гацефира» работы по филологии иврита (древнееврейского языка), составил учебные пособия на иврите по еврейскому вероучению, географии и языкознанию. Родители поженились в 1858 году, за год до рождения сына. Позже в семье родились ещё пятеро сыновей (Феликс, Герш, Генрик, Леон и Александр) и пять дочерей (Фейгл (Фаня), Гитл, Сура-Двойра, Мина и Ида). Разговорными языками в семье были идиш и русский. В 1873 году семья переехала в Варшаву. В августе 1874 года Заменгоф поступил в четвёртый класс 2-й мужской гимназии.
Хотя большинство населения Белостока составляли говорящие на идише евреи, в нём также проживали поляки, русские, немцы и белорусы. Межэтнические отношения в городе были достаточно напряжёнными, и это расстраивало Заменгофа. Он полагал, что главная причина ненависти и предрассудков лежала во взаимном непонимании, вызванном отсутствием одного общего языка, который играл бы роль нейтрального средства общения между людьми, принадлежащими к разным народам и говорящими на разных языках.
Ещё в гимназии в Варшаве Заменгоф предпринял попытки создать международный язык с очень богатой, но также очень сложной грамматикой. Когда он изучил английский (уже после немецкого, французского, латинского и греческого), он решил, что международный язык должен иметь сравнительно простую грамматику с широким использованием суффиксов и префиксов для образования производных слов.
К 1878 году его проект «Lingwe uniwersala» был практически завершён. 17 декабря Заменгоф с гимназическими друзьями отпраздновал создание языка. Однако Заменгоф в то время был слишком молод, чтобы опубликовать свою работу. Вскоре после окончания гимназии он начал изучать медицину в Москве, а затем — в Варшаве. В 1885 году Заменгоф окончил Варшавский университет и занялся медицинской практикой в качестве окулиста в местечке Вейсее (Сейнского уезда Сувалкской губернии), где жила семья его сестры Фейгл (Фани) Пиковер, с 1886 года — в Плоцке. Работая врачом, он продолжал совершенствовать проект международного языка.
В течение двух лет он пытался собрать средства на публикацию книги с описанием своего международного языка, пока не получил финансовую помощь от своего будущего тестя Александра Зильберника. В 1887 году брошюра под названием «Д-ръ Эсперанто. Международный языкъ. Предисловіе и полный учебникъ» («эсп. D-ro Esperanto. Lingvo internacia. Antaŭparolo kaj plena lernolibro») была опубликована на русском языке. За русским учебником последовали издания на польском, французском и немецком. Среди эсперантистов этот учебник известен как Первая книга (Unua libro).
В 1889 году Людвик Заменгоф выпустил Adresaro — брошюру, содержащую адреса первых эсперантистов — первой тысячи эсперантистов: «Список лиц, выучивших язык Эсперанто». Из этой тысячи 919 жили в Российской Империи, в том числе: в Петербурге — 85, Варшаве — 78, Одессе — 51, Киеве — 33, Москве — 28, Вильно — 26. На втором месте была Германия с 30 эсперантистами.
В надежде найти лучшую зарплату Заменгоф в октябре 1893 года приехал в Гродно, где открыл офтальмологический кабинет в доме № 4 по улице Полицейской (ныне — ул. Кирова, 7). В Гродно Заменгоф не только имел частную врачебную практику, но и участвовал в работе врачебного общества Гродненской губернии. Он также был помощником судьи в ведомственном суде Гродно. По исследованиям белорусского историка Ф. Игнатовича, Заменгоф, «участвуя в процессах, отличался своей принципиальностью и строгостью». Заменгоф покинул Гродно в октябре 1897 года и до 8 декабря поселился в Варшаве, в небогатом еврейском квартале.
Для Заменгофа язык эсперанто был не просто средством общения, но и способом распространения идей. Он хотел проповедовать идею мирного сосуществования различных народов и культур. Заменгоф даже разработал учение «Homaranismo» (Гомаранизм), чтобы распространять эти идеи.
Заменгоф был первым переводчиком художественной литературы с естественных языков на эсперанто и первым поэтом на эсперанто, «ещё в колыбели обручившим эсперанто с поэзией». Его стихи проникнуты идеями братства народов и религиозностью.

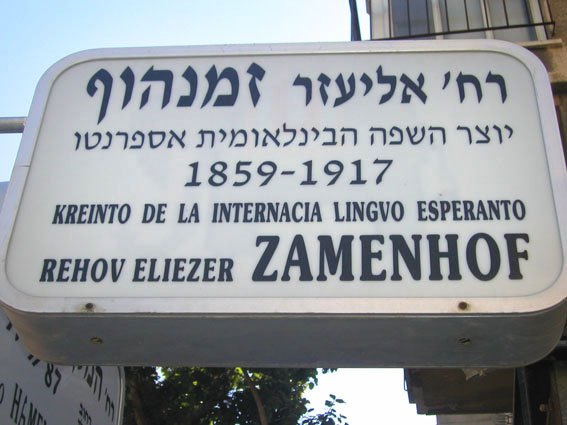
Табличка на улице Заменгофа в Тель-Авиве

Заменгоф стал неформальным лидером эсперанто-движения, хотя он никогда не стремился к славе или власти. Эсперантисты называли его Маэстро (эсп. Majstro), но сам Заменгоф не любил этот титул и отказался занять какой-либо официальный пост внутри эсперанто-движения. С 1895 года он отошёл от связанной с эсперанто деятельности, к которой вернулся только в 1902 году, отчасти в связи с контрактом на издание книг на эсперанто, подписанным с французским издательством «Ашет» (Hachette).
29 июля 1905 года во Франции Заменгоф был награждён орденом Почётного легиона. В том же году 5—12 августа он участвовал в I Всемирном конгрессе эсперантистов во французском городе Булонь-сюр-Мер, после чего участвовал в работе всех Всемирных конгрессов эсперантистов до 1914 года. В 1914 году супруги Заменгоф направлялись в Париж на открытие X всемирного конгресса эсперантистов, но 1 августа началась Первая мировая война, и поезд, в котором они ехали, остановили под Кёльном в Германии. Российским участникам пришлось возвращаться на родину окружным путём через нейтральные страны. Тяжёлым ударом для Заменгофа стала гибель на фронте его младшего брата Александра 18 июля 1916 года.

Заменгоф скончался 14 апреля 1917 года в оккупированной германскими войсками Варшаве и был похоронен 16 апреля на варшавском еврейском кладбище. В Большой советской энциклопедии указано, что Заменгоф скончался 14 (27) апреля 1917 года, аналогичная дата дана в Большой российской энциклопедии. При этом газета «Петроградский листок» сообщила 15 (28) апреля 1917 года, что Заменгоф скончался 2 (15) апреля 1917 года.

## Заменгоф и идиш
В 1879 году, будучи студентом Московского университета, Л. Заменгоф под псевдонимом «Л. Гамзефон» написал первую на русском языке грамматику идиша «Опыт грамматики новоеврейского языка (жаргона)», которую он частично опубликовал в виленском журнале «Лэбн ун висншафт» (Жизнь и наука) в 1909—1910 годах на идише. Полностью исходный русский текст с параллельным переводом на эсперанто был опубликован лишь в 1982 году в переводе Адольфа Хольцхауса (Adolf Holzhaus) в «L. Zamenhof, provo de gramatiko de novjuda lingvo» (Попытка грамматики новоеврейского языка). В этой работе, помимо описания собственно грамматики, Заменгоф предложил перевести идиш с еврейского письма на латинское, а также провести общую реформу орфографии еврейского языка. В тот же период Заменгоф написал и другие филологические работы на идише, в частности, первую классификацию новой еврейской поэтики. Л. Л. Заменгоф переводил рассказы Шолом-Алейхема с идиша на эсперанто (1909—1910, в книжной форме — 1924) и опубликовал 5 собственных стихотворений на идише (первый перевод на эсперанто — N. Z. Maimon, W. Auld, Nova Esperanta Krestomatio, 1991).

## Семья
|                         |                         |                         |                         |                              |                          |                          |                          |                          |                          |                        |                        |                              |                              |                              |                              | Фабиан Вольфович Заменгоф    |                              |                          |                          |                          |                          |                          |                          |                            |                            |                            |                            |                            |                            |                          |                          |                          |                          |  |  |                        |                        |                        |                        |                        |                        |  |  |                             |                             |                             |                             |                             |                             |  |  |                       |                       |                       |                       |                       |                       |
|                         |                         |                         |                         |                              |                          |                          |                          |                          |                          |                        |                        |                              |                              |                              |                              |                              |                              |                          |                          |                          |                          |                          |                          |                            |                            |                            |                            |                            |                            |                          |                          |                          |                          |  |  |                        |                        |                        |                        |                        |                        |  |  |                             |                             |                             |                             |                             |                             |  |  |                       |                       |                       |                       |                       |                       |
|                         |                         |                         |                         |                              |                          |                          |                          |                          |                          |                        |                        |                              |                              |                              |                              | Марк Фабианович Заменгоф     | Марк Фабианович Заменгоф     | Марк Фабианович Заменгоф | Марк Фабианович Заменгоф | Марк Фабианович Заменгоф | Марк Фабианович Заменгоф |                          |                          | Розалия Шолемовна Заменгоф | Розалия Шолемовна Заменгоф | Розалия Шолемовна Заменгоф | Розалия Шолемовна Заменгоф | Розалия Шолемовна Заменгоф | Розалия Шолемовна Заменгоф |                          |                          |                          |                          |  |  |                        |                        |                        |                        |                        |                        |  |  |                             |                             |                             |                             |                             |                             |  |  |                       |                       |                       |                       |                       |                       |
|                         |                         |                         |                         |                              |                          |                          |                          |                          |                          |                        |                        |                              |                              |                              |                              | Марк Фабианович Заменгоф     | Марк Фабианович Заменгоф     | Марк Фабианович Заменгоф | Марк Фабианович Заменгоф | Марк Фабианович Заменгоф | Марк Фабианович Заменгоф |                          |                          | Розалия Шолемовна Заменгоф | Розалия Шолемовна Заменгоф | Розалия Шолемовна Заменгоф | Розалия Шолемовна Заменгоф | Розалия Шолемовна Заменгоф | Розалия Шолемовна Заменгоф |                          |                          |                          |                          |  |  |                        |                        |                        |                        |                        |                        |  |  |                             |                             |                             |                             |                             |                             |  |  |                       |                       |                       |                       |                       |                       |
|                         |                         |                         |                         |                              |                          |                          |                          |                          |                          |                        |                        |                              |                              |                              |                              |                              |                              |                          |                          |                          |                          |                          |                          |                            |                            |                            |                            |                            |                            |                          |                          |                          |                          |  |  |                        |                        |                        |                        |                        |                        |  |  |                             |                             |                             |                             |                             |                             |  |  |                       |                       |                       |                       |                       |                       |
|                         |                         |                         |                         |                              |                          |                          |                          |                          |                          |                        |                        |                              |                              |                              |                              |                              |                              |                          |                          |                          |                          |                          |                          |                            |                            |                            |                            |                            |                            |                          |                          |                          |                          |  |  |                        |                        |                        |                        |                        |                        |  |  |                             |                             |                             |                             |                             |                             |  |  |                       |                       |                       |                       |                       |                       |
|                         |                         |                         |                         | Лазарь Маркович Заменгоф     | Лазарь Маркович Заменгоф | Лазарь Маркович Заменгоф | Лазарь Маркович Заменгоф | Лазарь Маркович Заменгоф | Лазарь Маркович Заменгоф |                        |                        | Клара Александровна Заменгоф | Клара Александровна Заменгоф | Клара Александровна Заменгоф | Клара Александровна Заменгоф | Клара Александровна Заменгоф | Клара Александровна Заменгоф |                          |                          | Феликс Маркович Заменгоф | Феликс Маркович Заменгоф | Феликс Маркович Заменгоф | Феликс Маркович Заменгоф | Феликс Маркович Заменгоф   | Феликс Маркович Заменгоф   |                            |                            | Генрик Маркович Заменгоф   | Генрик Маркович Заменгоф   | Генрик Маркович Заменгоф | Генрик Маркович Заменгоф | Генрик Маркович Заменгоф | Генрик Маркович Заменгоф |  |  | Леон Маркович Заменгоф | Леон Маркович Заменгоф | Леон Маркович Заменгоф | Леон Маркович Заменгоф | Леон Маркович Заменгоф | Леон Маркович Заменгоф |  |  | Александр Маркович Заменгоф | Александр Маркович Заменгоф | Александр Маркович Заменгоф | Александр Маркович Заменгоф | Александр Маркович Заменгоф | Александр Маркович Заменгоф |  |  | Ида Марковна Заменгоф | Ида Марковна Заменгоф | Ида Марковна Заменгоф | Ида Марковна Заменгоф | Ида Марковна Заменгоф | Ида Марковна Заменгоф |
|                         |                         |                         |                         | Лазарь Маркович Заменгоф     | Лазарь Маркович Заменгоф | Лазарь Маркович Заменгоф | Лазарь Маркович Заменгоф | Лазарь Маркович Заменгоф | Лазарь Маркович Заменгоф |                        |                        | Клара Александровна Заменгоф | Клара Александровна Заменгоф | Клара Александровна Заменгоф | Клара Александровна Заменгоф | Клара Александровна Заменгоф | Клара Александровна Заменгоф |                          |                          | Феликс Маркович Заменгоф | Феликс Маркович Заменгоф | Феликс Маркович Заменгоф | Феликс Маркович Заменгоф | Феликс Маркович Заменгоф   | Феликс Маркович Заменгоф   |                            |                            | Генрик Маркович Заменгоф   | Генрик Маркович Заменгоф   | Генрик Маркович Заменгоф | Генрик Маркович Заменгоф | Генрик Маркович Заменгоф | Генрик Маркович Заменгоф |  |  | Леон Маркович Заменгоф | Леон Маркович Заменгоф | Леон Маркович Заменгоф | Леон Маркович Заменгоф | Леон Маркович Заменгоф | Леон Маркович Заменгоф |  |  | Александр Маркович Заменгоф | Александр Маркович Заменгоф | Александр Маркович Заменгоф | Александр Маркович Заменгоф | Александр Маркович Заменгоф | Александр Маркович Заменгоф |  |  | Ида Марковна Заменгоф | Ида Марковна Заменгоф | Ида Марковна Заменгоф | Ида Марковна Заменгоф | Ида Марковна Заменгоф | Ида Марковна Заменгоф |
|                         |                         |                         |                         |                              |                          |                          |                          |                          |                          |                        |                        |                              |                              |                              |                              |                              |                              |                          |                          |                          |                          |                          |                          |                            |                            |                            |                            |                            |                            |                          |                          |                          |                          |  |  |                        |                        |                        |                        |                        |                        |  |  |                             |                             |                             |                             |                             |                             |  |  |                       |                       |                       |                       |                       |                       |
|                         |                         |                         |                         |                              |                          |                          |                          |                          |                          |                        |                        |                              |                              |                              |                              |                              |                              |                          |                          |                          |                          |                          |                          |                            |                            |                            |                            |                            |                            |                          |                          |                          |                          |  |  |                        |                        |                        |                        |                        |                        |  |  |                             |                             |                             |                             |                             |                             |  |  |                       |                       |                       |                       |                       |                       |
| Адам Лазаревич Заменгоф | Адам Лазаревич Заменгоф | Адам Лазаревич Заменгоф | Адам Лазаревич Заменгоф | Адам Лазаревич Заменгоф      | Адам Лазаревич Заменгоф  |                          |                          | Ванда Заменгоф-Залеска   | Ванда Заменгоф-Залеска   | Ванда Заменгоф-Залеска | Ванда Заменгоф-Залеска | Ванда Заменгоф-Залеска       | Ванда Заменгоф-Залеска       |                              |                              | Софья Лазаревна Заменгоф     | Софья Лазаревна Заменгоф     | Софья Лазаревна Заменгоф | Софья Лазаревна Заменгоф | Софья Лазаревна Заменгоф | Софья Лазаревна Заменгоф |                          |                          | Лидия Лазаревна Заменгоф   | Лидия Лазаревна Заменгоф   | Лидия Лазаревна Заменгоф   | Лидия Лазаревна Заменгоф   | Лидия Лазаревна Заменгоф   | Лидия Лазаревна Заменгоф   |                          |                          |                          |                          |  |  |                        |                        |                        |                        |                        |                        |  |  |                             |                             |                             |                             |                             |                             |  |  |                       |                       |                       |                       |                       |                       |
| Адам Лазаревич Заменгоф | Адам Лазаревич Заменгоф | Адам Лазаревич Заменгоф | Адам Лазаревич Заменгоф | Адам Лазаревич Заменгоф      | Адам Лазаревич Заменгоф  |                          |                          | Ванда Заменгоф-Залеска   | Ванда Заменгоф-Залеска   | Ванда Заменгоф-Залеска | Ванда Заменгоф-Залеска | Ванда Заменгоф-Залеска       | Ванда Заменгоф-Залеска       |                              |                              | Софья Лазаревна Заменгоф     | Софья Лазаревна Заменгоф     | Софья Лазаревна Заменгоф | Софья Лазаревна Заменгоф | Софья Лазаревна Заменгоф | Софья Лазаревна Заменгоф |                          |                          | Лидия Лазаревна Заменгоф   | Лидия Лазаревна Заменгоф   | Лидия Лазаревна Заменгоф   | Лидия Лазаревна Заменгоф   | Лидия Лазаревна Заменгоф   | Лидия Лазаревна Заменгоф   |                          |                          |                          |                          |  |  |                        |                        |                        |                        |                        |                        |  |  |                             |                             |                             |                             |                             |                             |  |  |                       |                       |                       |                       |                       |                       |
|                         |                         |                         |                         |                              |                          |                          |                          |                          |                          |                        |                        |                              |                              |                              |                              |                              |                              |                          |                          |                          |                          |                          |                          |                            |                            |                            |                            |                            |                            |                          |                          |                          |                          |  |  |                        |                        |                        |                        |                        |                        |  |  |                             |                             |                             |                             |                             |                             |  |  |                       |                       |                       |                       |                       |                       |
|                         |                         |                         |                         | Луи-Кристоф Залески-Заменгоф |                          |                          |                          |                          |                          |                        |                        |                              |                              |                              |                              |                              |                              |                          |                          |                          |                          |                          |                          |                            |                            |                            |                            |                            |                            |                          |                          |                          |                          |  |  |                        |                        |                        |                        |                        |                        |  |  |                             |                             |                             |                             |                             |                             |  |  |                       |                       |                       |                       |                       |                       |

Род Заменгофов происходил из Курляндской губернии, откуда в 1858 году через Гродно и Тыкоцин прибыл с семьёй в Белосток дед будущего лингвиста — учитель, приверженец еврейского просветительского движения Хаскала Шрога-Файвл Заменгоф (1800/1801—1861).
Шрога-Файвл Заменгоф (эсп. Fabian Zamenhof, известен также как Фабиан Вольфович Заменгоф, 1800 или 1801 — 1861) — еврейский учитель и переводчик, приверженец еврейского просветительского движения Хаскала, отец Мордхе Файвеловича Заменгофа и дед Л. Л. Заменгофа. Происходил из Курляндской губернии, откуда в 1858 через Гродно и Тыкоцин прибыл с семьёй в Белосток, где в 1859 родился его внук — Л. Л. Заменгоф.

### Братья
- Феликс Заменгоф (псевдонимы FeZ и Zef; 1868—1933) — польский фармацевт, врач и литератор-эсперантист. Его жена — эсперантистка Елена Заменгоф[пол.] (урождённая Риттенберг; 1874—1940). Одна из их трёх дочерей — Романа Заменгоф[пол.] (1904—1975) — пережила Варшавское гетто и также стала эсперантисткой.
- Генрик (Григорий) Заменгоф (1871—1932) — врач-дерматолог и эсперантист. Его сын — Стивен Заменгоф[эсп.] (1911—1998) — американский биохимик и молекулярный генетик, профессор Калифорнийского университета в Лос-Анджелесе (жена — биохимик, профессор того же университета Патрис Заменгоф, англ. Patrice J. Zamenhof, Ph.D.).
- Леон Заменгоф (псевдонимы Lozo, Zetel, Elzet; 1875—1934) — учёный-отоларинголог и эсперантист, переводчик с польского языка, автор учебника по истории медицины. Опубликовал первую биографию брата[31].
- Александр Заменгоф (псевдонимы AZO и A. Z.; 1877—1916), эсперантист.

### Сестра
- Ида Циммерман (Ида Марковна Заменгоф; 1879, Варшава — 1942, Треблинка) — самая младшая сестра Людвика Заменгофа, эсперантистка. С детства изучила эсперанто и принимала активное участие в движении эсперантистов. Вышла замуж за эсперантиста Якоба Циммермана. Во время немецкой оккупации из Варшавского гетто была депортирована с семьёй (в том числе мужем — эсперантистом Яковом Циммерманом) в концентрационный лагерь Треблинка, где умерщвлена в газовой камере.

### Жена (с 1887 года)
- Эсперантистка Клара Александровна Заменгоф (урождённая Зильберник). Её отец был хозяином мыловаренного завода в Ковно, эсперантист Александр (Сендер Лейбович) Зильберник[пол.] (1832—1903 или 1831—1906), финансировал первый учебник эсперанто — «Первая книга (Unua Libro)» (1887). Её брат — Константин (Кадыш) Александрович Зильберник (1853 или 1855 — 1920)[32][33], российский врач, выпускник Харьковского университета (1878), организатор здравоохранения и создатель хирургической службы в Лебединском уезде Харьковской губернии, почётный гражданин Лебедина[34]. Её племянник (сын сестры Терезы) — Борис Исидорович Коцын (1887—1958), советский профсоюзный и общественный деятель, эсперантист, редактор, журналист[35].

### Дети
Сын:
- Адам Заменгоф (1888—1940), врач-офтальмолог, учёный-медик и эсперантист, главный врач Еврейской больницы на 1500 коек в варшавском районе Чисте, арестован немцами вместе с руководством больницы в октябре 1939 года, расстрелян в Пальмирах 29 января 1940 года. Его жена — офтальмолог Ванда Заменгоф-Залеска (урождённая Френкель, 1893—1954). Их сын — Луи-Кристоф Залески-Заменгоф, 1925—2019), французский инженер-строитель, эсперантист, автор автобиографической книги «La Zamenhof-strato» (Улица Заменгофа, 2003) о своём пребывании с матерью в Варшавском гетто и участии в движении Сопротивления.

Дочери:
- Эсперантистка и врач-педиатр Софья Заменгоф (1889—1942), врач Лебединской земской больницы, с 1922 года — в Варшаве, убита в концентрационном лагере Треблинка.
- Эсперантистка, адвокат и переводчица Лидия Заменгоф (1904—1942)[36][37]. Среди прочего, перевела на эсперанто роман Генрика Сенкевича «Камо грядеши?» (1933), новеллы Болеслава Пруса (1932), трактаты Абдул-Баха, сотрудничала со всеми основными журналами на эсперанто. Убита в концентрационном лагере Треблинка.

### Другие родственники
- Двоюродная племянница (внучка родного дяди Л. М. Заменгофа — Йосл-Вольфа Файвеловича Заменгофа) — Зоя Михайловна Заменгоф (1924—1992), выпускница юридического факультета МГУ, доктор юридических наук, ведущий научный сотрудник Института государства и права АН СССР, автор трудов по юриспруденции, в том числе по вопросам имущества хозяйствующих субъектов. Её отец — журналист Михаил Иосифович Заменгоф[эсп.] (1890—1940), автор книги «Колониальные притязания германского фашизма в Африке» (М.: Соцэкгиз, 1937).

## Публикации
- Международный языкъ (1887) — «Первая книга международнаго языка».
- Dua Libro de l' Lingvo Internacia (1888) — «Вторая книга международнаго языка».
- Aldono al la Dua Libro de l' Lingvo Internacia (1889) — «Прибавленіе ко Второй книгѣ международнаго языка».
- Plena Vortaro Rusa-Internacia (1899) — «Полный словарь Эсперантскаго (международнаго) языка. Часть русско-эсперантская».
- Meza Vortaro Internacia-Germana (1889).
- Artikoloj kaj tradukoj (1889—1895) — «Статьи и речи», публиковавшиеся в газете «La Esperantisto».
- Universala Vortaro de la Lingvo Internacia (1893) — «Универсальный словарь международнаго языка», вошедший впоследствии в «Основы эсперанто».
- Ekzercaro de la lingvo Esperanto (1894) «Упражнения международнаго языка», вошедшие впоследствии в «Основы эсперанто».
- Hamleto (1894) — перевод трагедии У.Шекспира «Гамлет».
- Fundamenta Krestomatio (1903) — «Фундаментальная Хрестоматия».
- Esenco kaj estontenco de la ideo de lingvo internacia (1907) — «Сущность и будущее идеи международного языка».
- Wörterbuch Deutsch-Esperanto (1904).
- Основы эсперанто (1905) — «Fundamento de Esperanto».
- Kongresaj Paroladoj (1905—1912) — сборник речей, произнесённых на всемирных конгрессах эсперантистов.
- La Revizoro (1907) — перевод комедии Н. В. Гоголя «Ревизор».
- La Predikanto (1907) — перевод библейской «Книги Екклесиаста».
- Ifigenio en Taŭrido (1908) — перевод трагедии Иоганна Гёте «Ифигения в Тавриде».
- La Rabistoj (1908) — перевод драмы Фридриха Шиллера «Разбойники».
- La Psalmaro (1908) — перевод библейской книги «Псалтирь».
- La Rabeno de Baĥaraĥ (1909) — перевод повести Генриха Гейне «Бахарахский раввин».
- La Gimnazio (1909) — перевод произведения Шолом-Алейхема «Гимназия».
- Marta (1910).
- Proverbaro Esperanta (1910) — сборник пословиц на эсперанто.
- Genezo (1911) — перевод библейской «Книги Бытия».
- Eliro (1912) — перевод библейской «Книги Исход».
- Levidoj (1912) — перевод библейской «Книги Левит».
- Lingvaj Respondoj.
- Nombroj (1914) — перевод библейской «Книги Чисел».
- Readmono (1914) — перевод библейской книги «Второзаконие».
- Fabeloj de Andersen — перевод сказок Ханса Кристиана Андерсена.
- La Malnova testamento — перевод «Ветхого Завета».

## Память

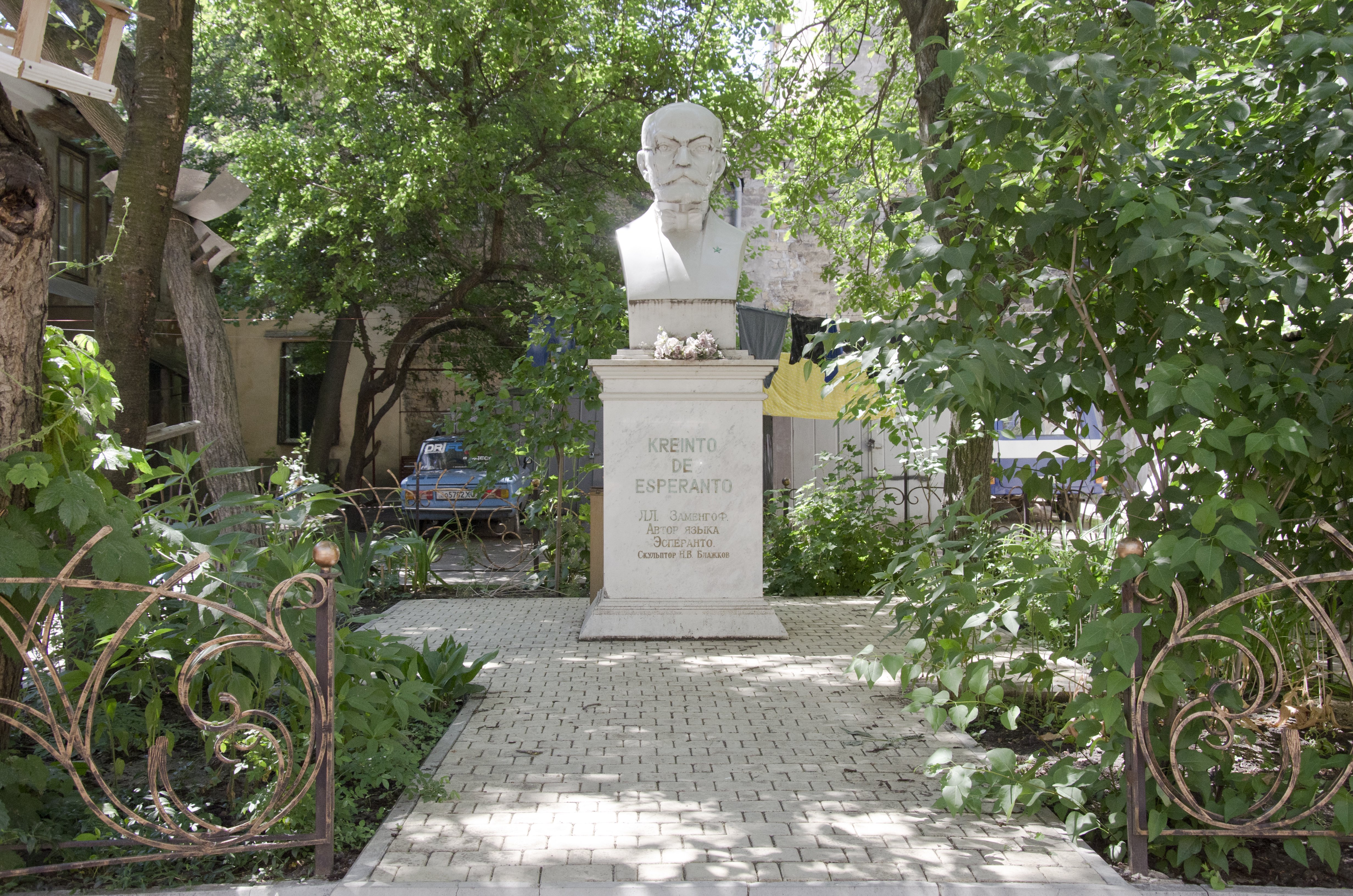
Бюст Заменгофа в Одессе

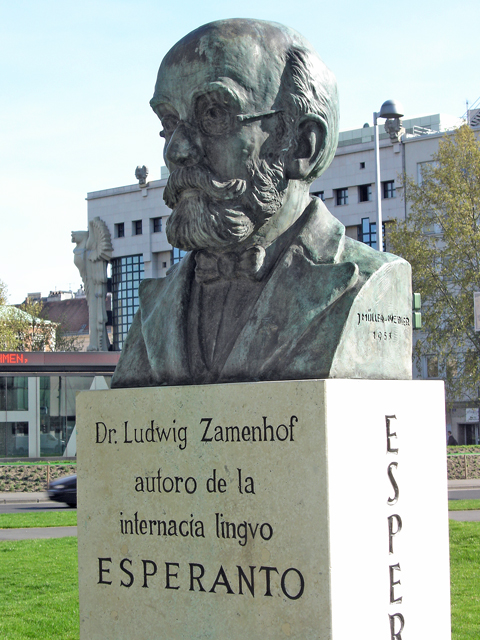
Бюст Заменгофа в Вене

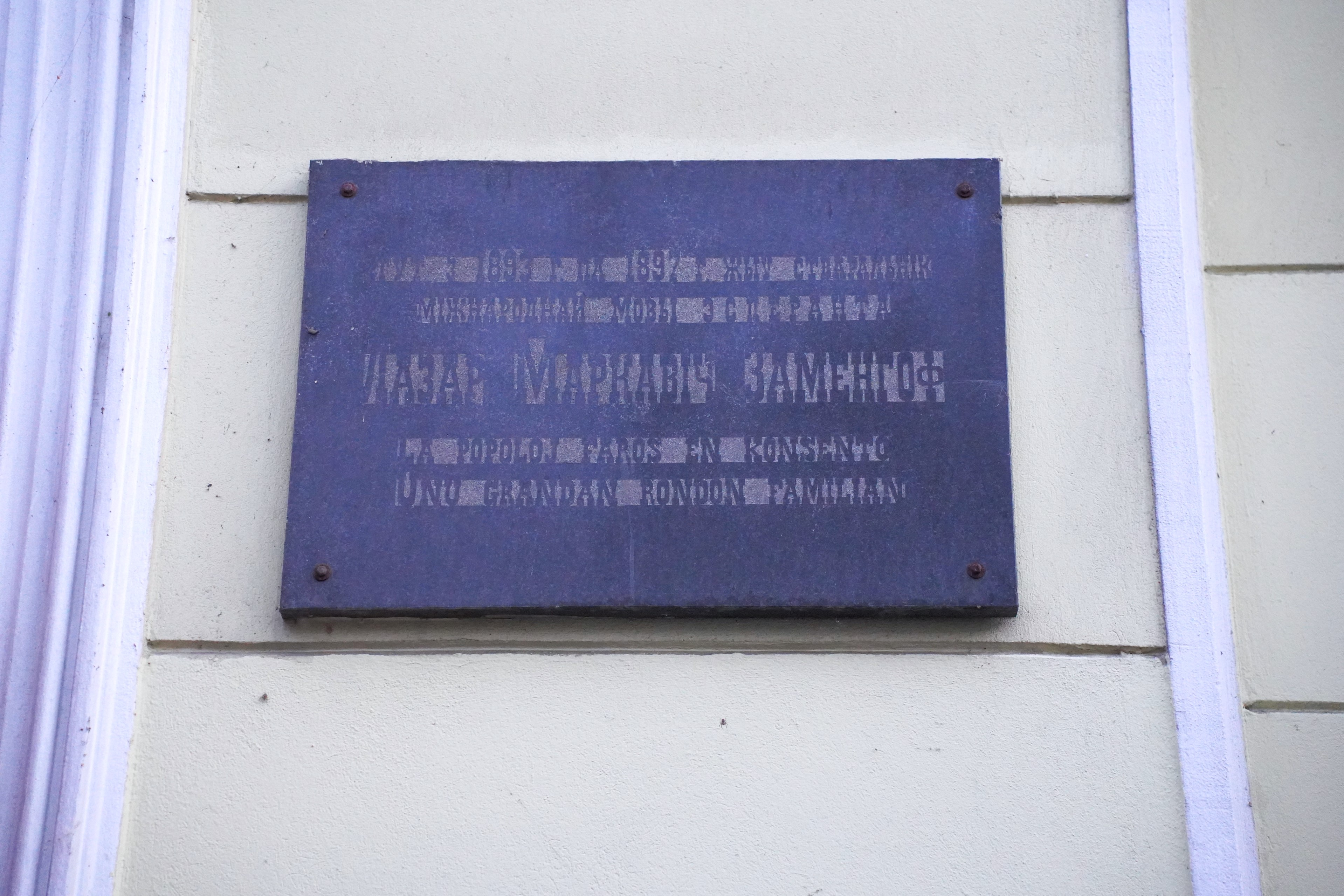
Памятная доска на доме в Гродно, где жил Заменгоф

### День Заменгофа
День рождения Заменгофа — 15 декабря — отмечается эсперантистами во всём мире как Zamenhofa Tago, к нему бывают приурочены различные мероприятия — концерты, книжные выставки и т. д.

### Улицы Заменгофа
- улица Заменгофа в Белостоке
- улица Заменгофа в Валенсии
- улица Заменгофа в Варшаве
- улица Заменгофа в Гданьске
- улица Заменгофа в Гродно
- улица Заменгофа в Иерусалиме
- улица Заменгофа в Каннах
- улица Заменгофа в Карлсруэ
- улица Заменгофа в Каунасе
- улица Заменгофа в Кракове
- улица Заменгофа в Кфар-Саве
- улица Заменгофа в Лодзи
- улица Заменгофа в Нетании
- улица Заменгофа в Познани
- улица Заменгофа в Тель-Авиве
- улица Заменгофа в Хайфе
- улица Заменгофа во Франкфурте-на-Майне
- улица доктора Заменгофа в Рюэй-Мальмезон (Франция, 5 км от Парижа)

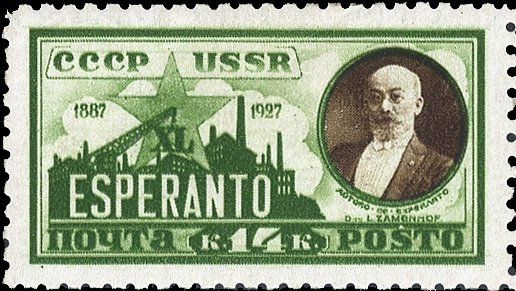
Почтовая марка 1927 года, посвящённая 40-летию создания международного вспомогательного языка — эсперанто, на марках — портрет «отца» эсперанто Л. Л. Заменгофа (1859—1917)

- улица Людвика Лазаря Заменгофа в Маноске (Франция)
- улица доктора Заменгофа в Таррагоне
- улица Заменгофа в Херсоне.

### Малая планета
- В честь Заменгофа назван астероид № 1462.

### Памятники и памятные доски
В нескольких городах мира установлены памятники и памятные знаки Заменгофу. Среди них:
- Бюст в Белостоке;
- Бюст в Вейсеяе (Литва);
- Бюст в Вене;
- Бюст в Одессе (Украина), ул. Дерибасовская, дом 3 (во дворе)[38];
- Памятная доска в Гродно (Беларусь) на доме, где в 1893—1897 годах жил Заменгоф (ул. Кирова, 7); в этом доме находятся Бизнес-центр «Заменгоф» и кафе «Эсперанто».
- Стелла в одноименном сквере в Баррейру (Португалия)

### В филателии
Заменгофу посвящены многочисленные почтовые марки разных стран.
Первая марка (номиналом 14 коп.) с портретом Л. Заменгофа была выпущена в СССР в 1927 г. и была посвящена 40-летию создания эсперанто.